# Spodnje Bitnje
Spodnje Bitnje este o localitate din comuna Kranj, Slovenia, cu o populație de 237 de locuitori.